# Eduard Bischoff

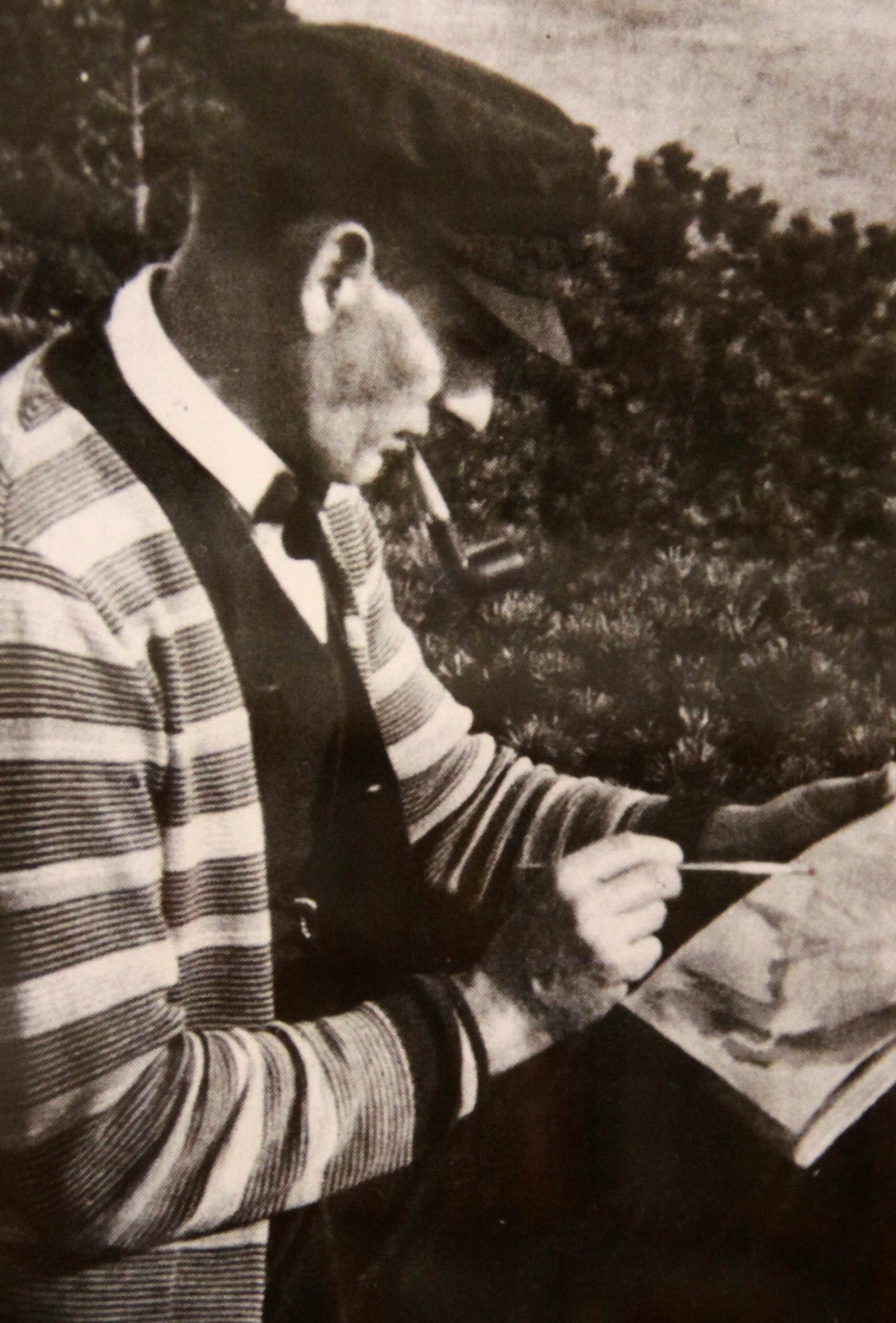
Eduard Bischoff

Eduard Bischoff (* 25. Januar 1890 in Königsberg (Preußen); † 1. April 1974 in Soest) war freier Künstler sowie Professor an der Kunstakademie in Königsberg, Ostpreußen. Sein künstlerisches Schaffen in der Zeit zwischen 1905 und 1974 umfasste Malerei, Bildhauerei und Arbeiten auf den Gebieten der Keramik, Glasmalerei und der Graphik inklusive Gebrauchsgraphik.

## Leben
Bischoff, Sohn eines Kaufmanns, zog es nach Ausbildung im Lehrberuf in Hohenstein und Preußisch Eylau ab 1908 zum freien Studium im Künstlerkreis um Fritz Boehle in Frankfurt am Main.
In diese Zeit und danach (bis 1910) fallen einige Schiffsreisen in den Orient bzw. in den östlichen Mittelmeerraum. Mit vierjähriger Unterbrechung durch den Ersten Weltkrieg, in dem er als Soldat in Ostpreußen, Galizien und Frankreich diente, studierte er von 1910 bis 1920 an der Kunstakademie Königsberg unter Ludwig Dettmann, Heinrich Wolff und Richard Pfeiffer. Er befreundete sich mit Fritz Ascher, von dem er 1912 ein Porträt malte. In diesem Zeitraum unternahm er auch zahlreiche Reisen nach Nord-, Süd- und Südosteuropa. 1924 kam es zur Begegnung mit Lovis Corinth.

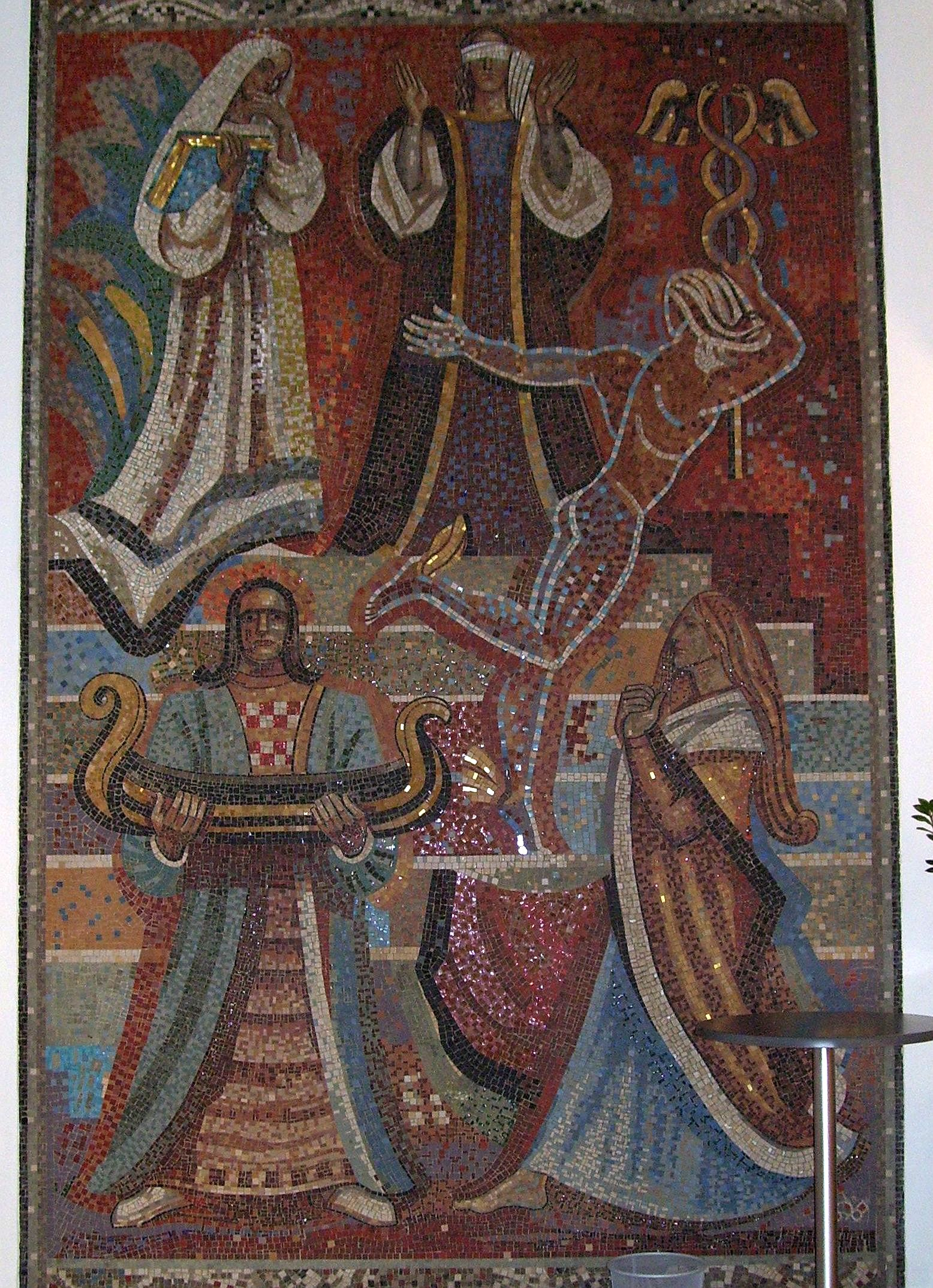
„Handel, Wirtschaft und Verkehr“, Gelsenkirchen

Bis zu seiner 1936 erfolgten Berufung als Professor lebte Bischoff als freier Künstler in Königsberg. U.a. die Stadt Königsberg erwarb mehrere Bilder Bischoffs, die seit dem Ende des Zweiten Weltkriegs verschollen sind.  1937 wurden in der Nazi-Aktion „Entartete Kunst“ aus den Kunstsammlungen der Stadt Königsberg sein expressives Bild Das Frühstück (Öl auf Leinwand, 84,7 × 58 cm, 1927) beschlagnahmt und vernichtet.
1938 beteiligte Bischoff sich mit dem Ölgemälde "Gedenkstunde" an der Großen Deutschen Kunstausstellung in München.
Bischoff stand 1944 in der Gottbegnadeten-Liste des Reichsministeriums für Volksaufklärung und Propaganda.

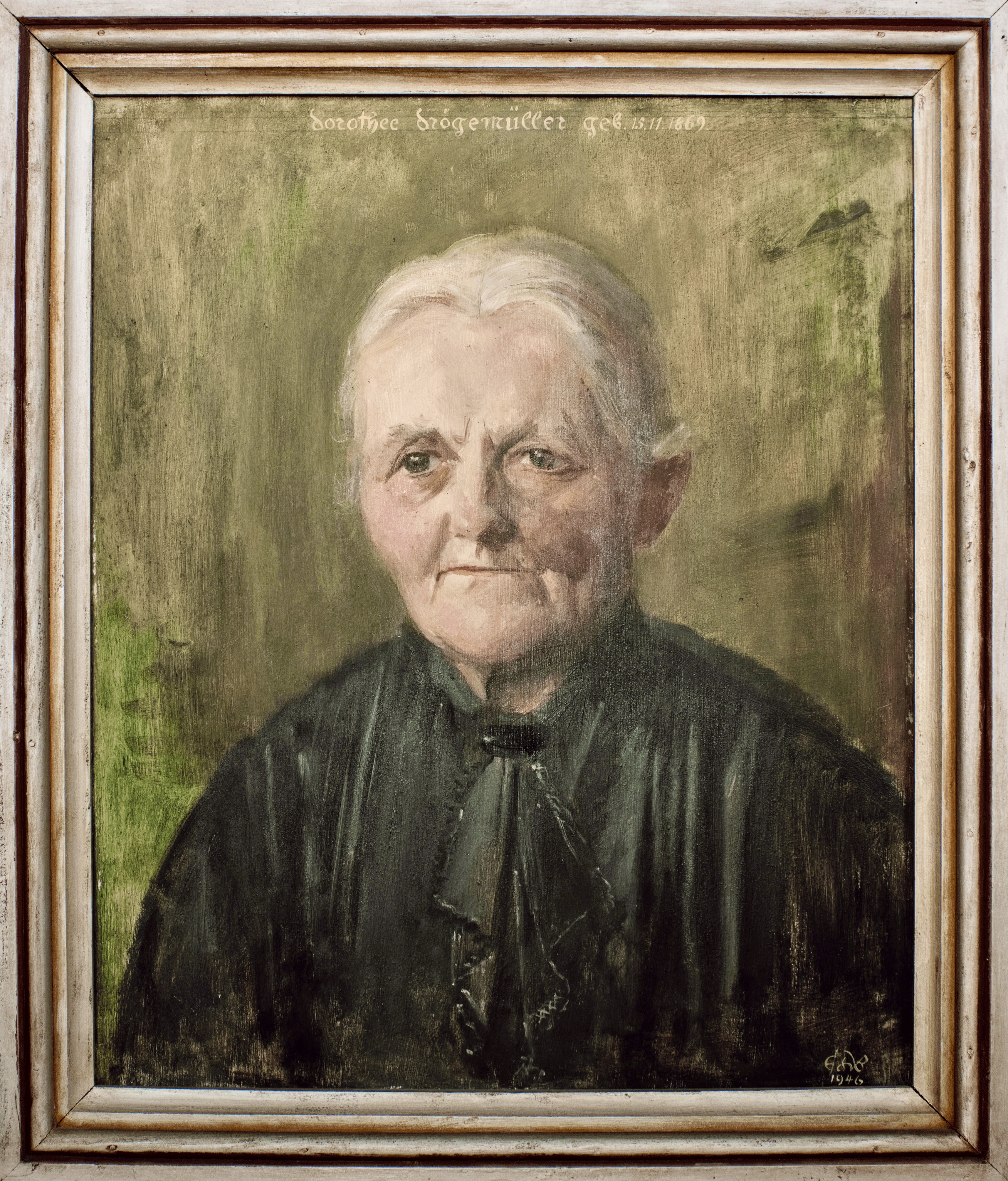
Dorothee Drögemüller (1869–1957), Witwe des Stellmachermeisters und Kirchenvorstehers Heinrich Drögemüller (1864–1933) aus Böddenstedt

Nach Wehrdienst im Zweiten Weltkrieg und Flucht nach Mecklenburg erfolgte ein dreijähriger Aufenthalt in der Lüneburger Heide. In dieser Zeit malte er unter anderem den Altar der Holxer Kirche sowie auch Bilder für die Handwerker- und Kaufmannsfamilie Drögemüller – darunter Porträts der Großmutter Dorothee (geb. Kayser; 1869–1957) sowie der Hoftöchter Thyra und Ilse Drögemüller, die sich bis heute in Familienbesitz befinden. Anschließend kam Bischoff 1948 nach Gelsenkirchen, wo er sich bis 1962 in der Künstlersiedlung um den Halfmannshof niederließ und als freischaffender Künstler tätig war.
In den Jahren 1952 und 1953 erfolgten Reisen nach Afrika. In Gelsenkirchen schuf Bischoff 1958 das Mosaik „Handel, Wirtschaft und Verkehr“ für das Foyer der Landeszentralbank an deren damaligen Sitz in der Florastraße 26.
1962 zog Eduard Bischoff nach Soest um, wo er bis zu seinem Tod lebte und arbeitete.
In seiner Kunst hinsichtlich des bearbeiteten Materials sehr vielseitig, ist Bischoff in seinen Werken dem Sujet seiner ostpreußischen Heimat zeitlebens treu geblieben.
Mit seiner Ehefrau Gertrud hatte Eduard Bischoff zwei Kinder, Tochter Berte sowie Sohn Fridolin, der 1942 im Kaukasus fiel.

## Auszeichnungen
- 1934: Erster Preisträger für die künstlerische Ausgestaltung des Auditorium maximum der Handelshochschule Königsberg[3]
- 1954: Erster Preisträger im Wettbewerb für den Entwurf von Glasschliff-Fenstern für das Rathaus Gelsenkirchen-Buer[3]
- 1959: Kulturpreis der Landsmannschaft Ostpreußen[3]
- 1960: Kunstpreis der Stadt Gelsenkirchen[9]
- 1970: Bundesverdienstkreuz 1. Klasse

## Werke

### Tafelbilder (Auswahl)
- Gedenkstunde (Öltempera; 1938 ausgestellt auf der Großen Deutschen Kunstausstellung in München)[10]

### Wandgemälde
- Kopf eines Salzburger Mädchen. (Ausschnitt aus einem Wandgemälde)[11]

## Ausstellungen (Auswahl)
- „Ich übertrage das Gefühl. Der ostpreußische Maler Eduard Bischoff (1890–1974)“ (2011/2012), im Ostpreußischen Landesmuseum[12][13]